# 葛梅站
葛梅站（：／ Galmae yeok */?）是京春線沿線的一座高架車站，位於韓國京畿道九里市葛梅洞。

## 車站構造
站體為2面2線側式月台的高架車站，候車月台設有月台幕門。 

### 月台配置
| ↑ 新內 |
| \| １  |
| 別內 ↓ |

| 月台 | 路線              | 目的地                           |
| ---- | ----------------- | -------------------------------- |
| 1    | ●首都圈電鐵京春線 | 退溪院、坪內好坪、加平、春川方向 |
| 2    | ●首都圈電鐵京春線 | 忘憂、上鳳、清涼里方向           |

## 歷史
- 1939年7月25日：京春線站體落成啟用。
- 2010年12月21日：新建站舍完工啟用，首都圈電鐵京春線開通。
- 2020年3月2日：急行列車開始停靠。

## 車站周邊
- 葛梅初等學校
- 葛梅洞社區中心

## 圖片

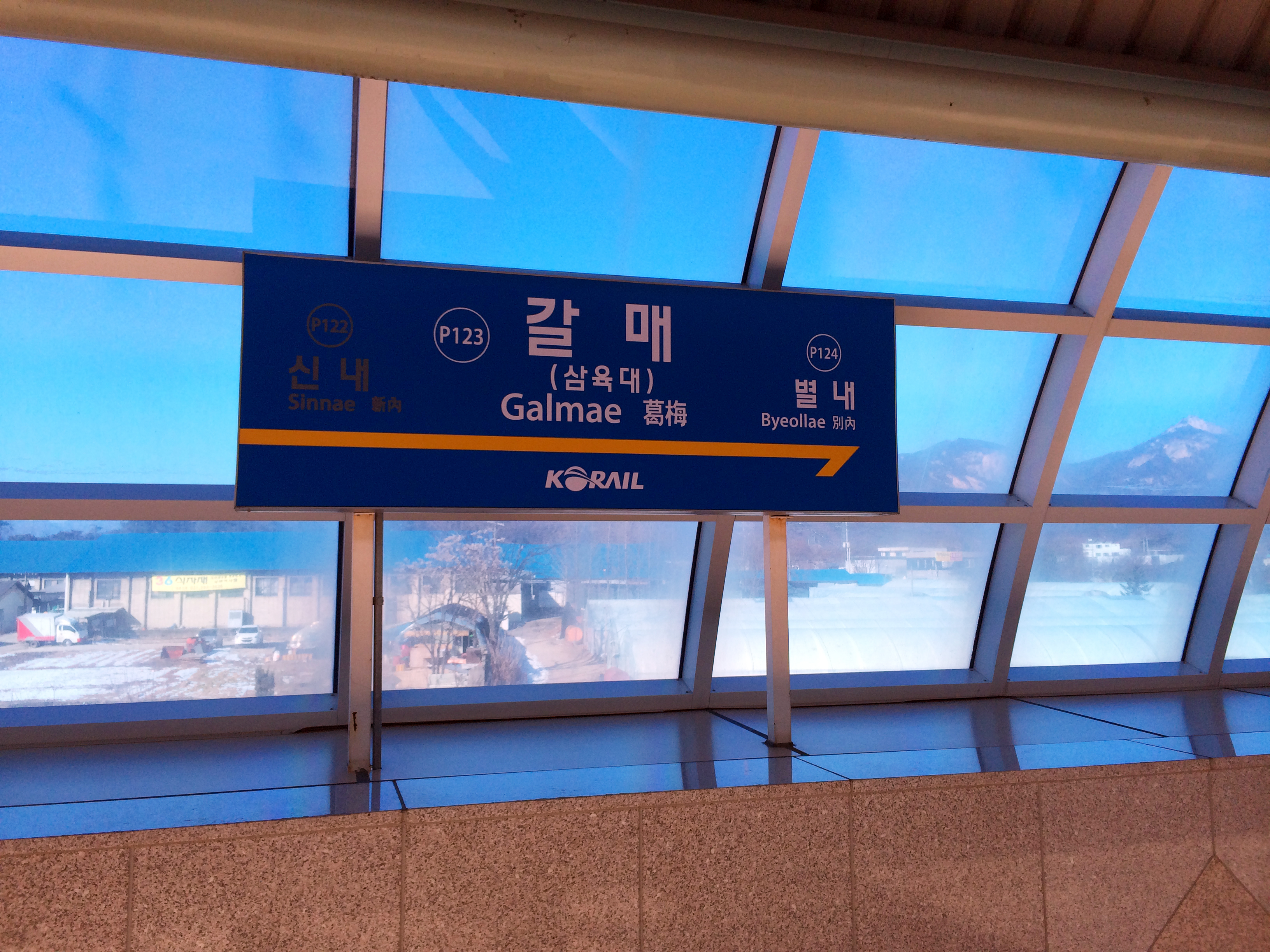
站名牌
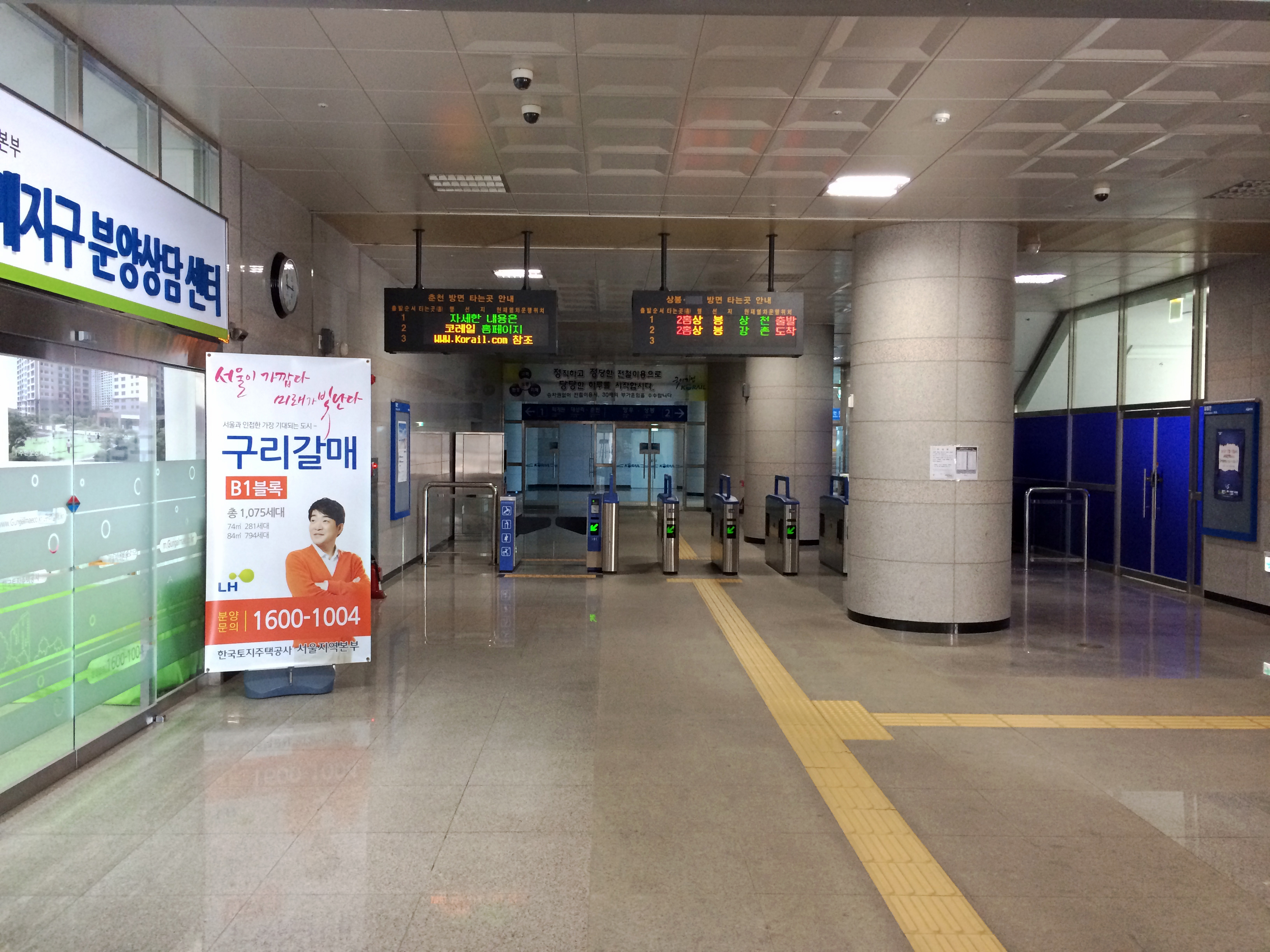
剪票閘口
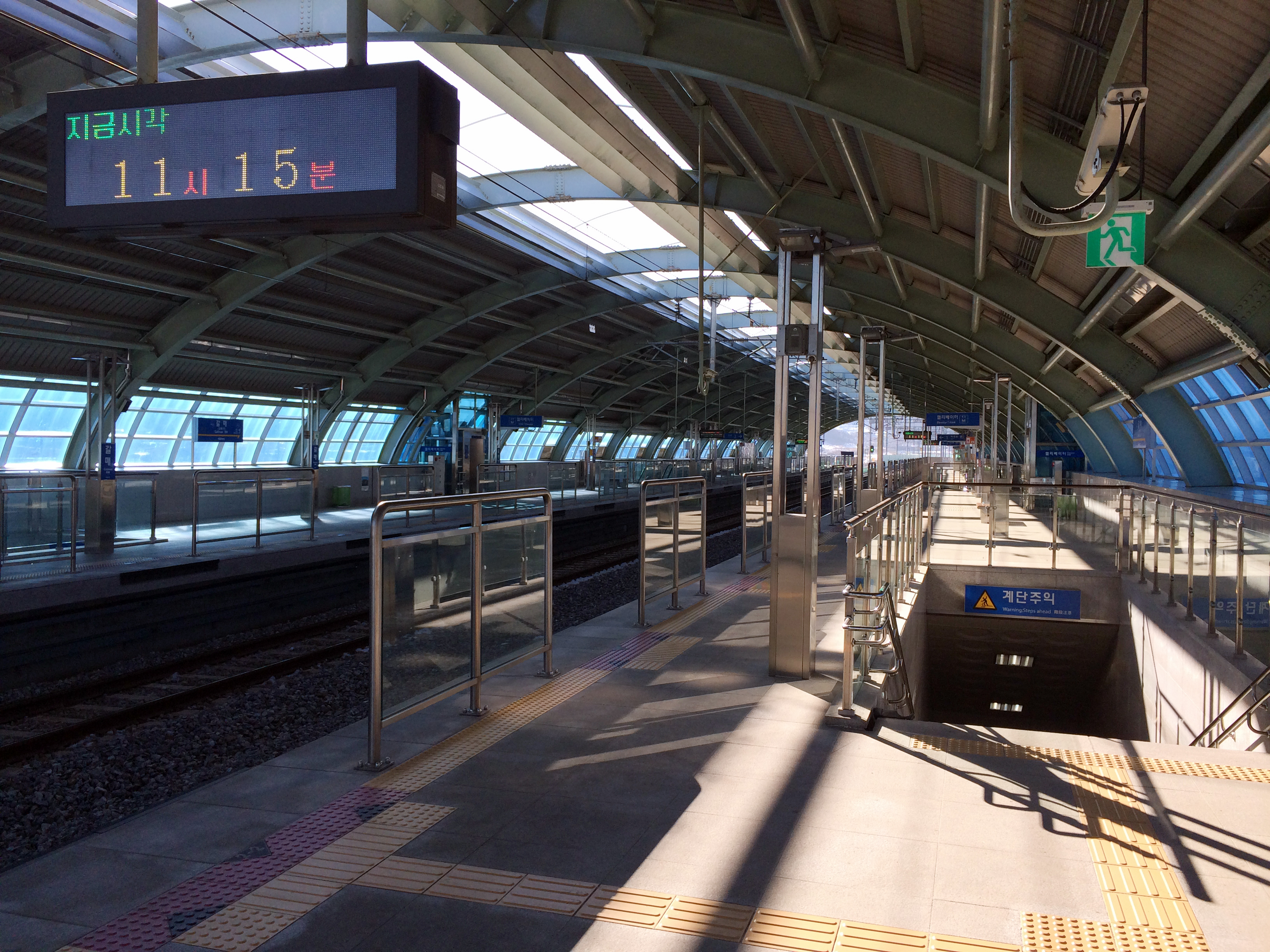
候車月台
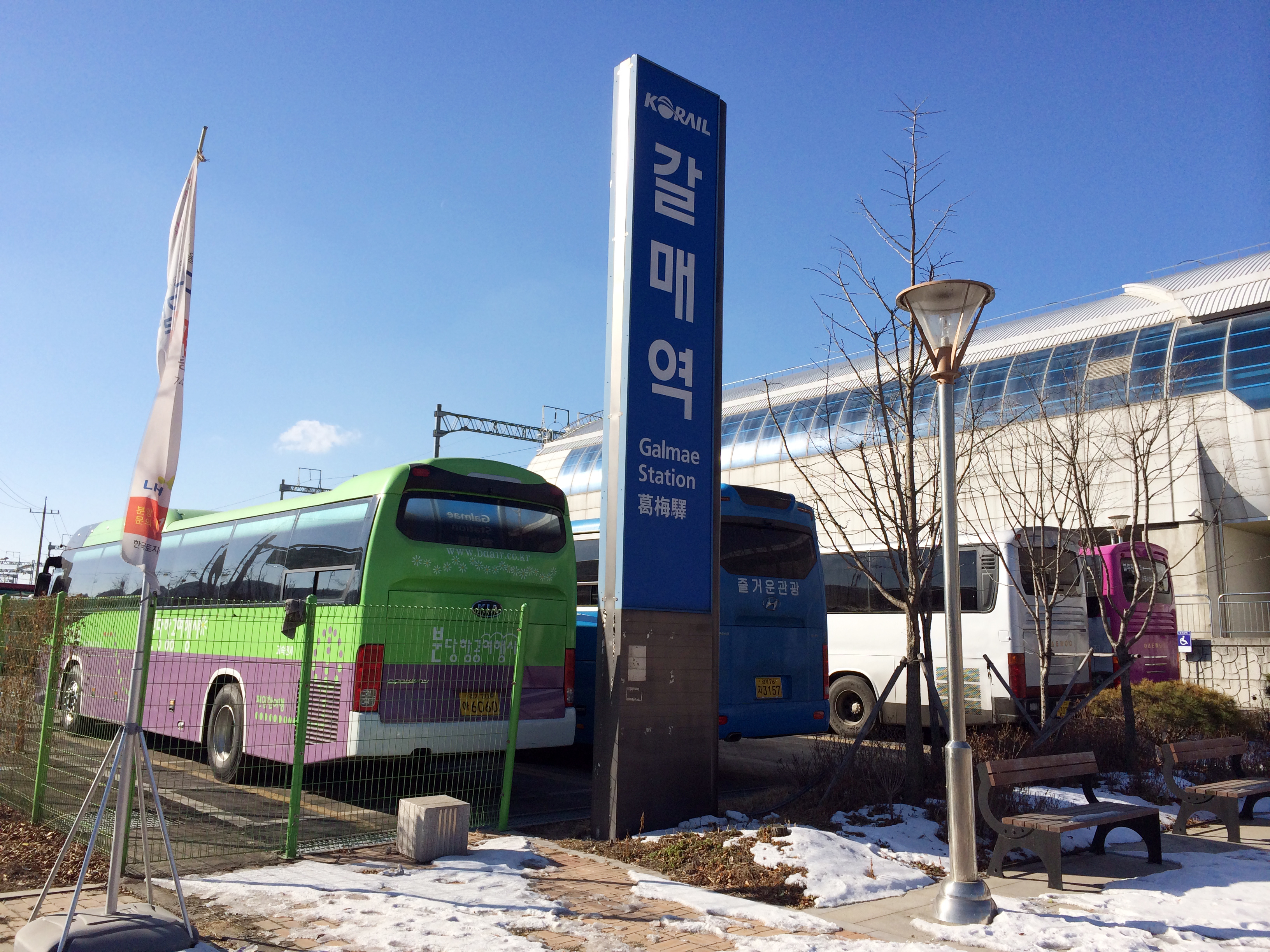
站外站牌
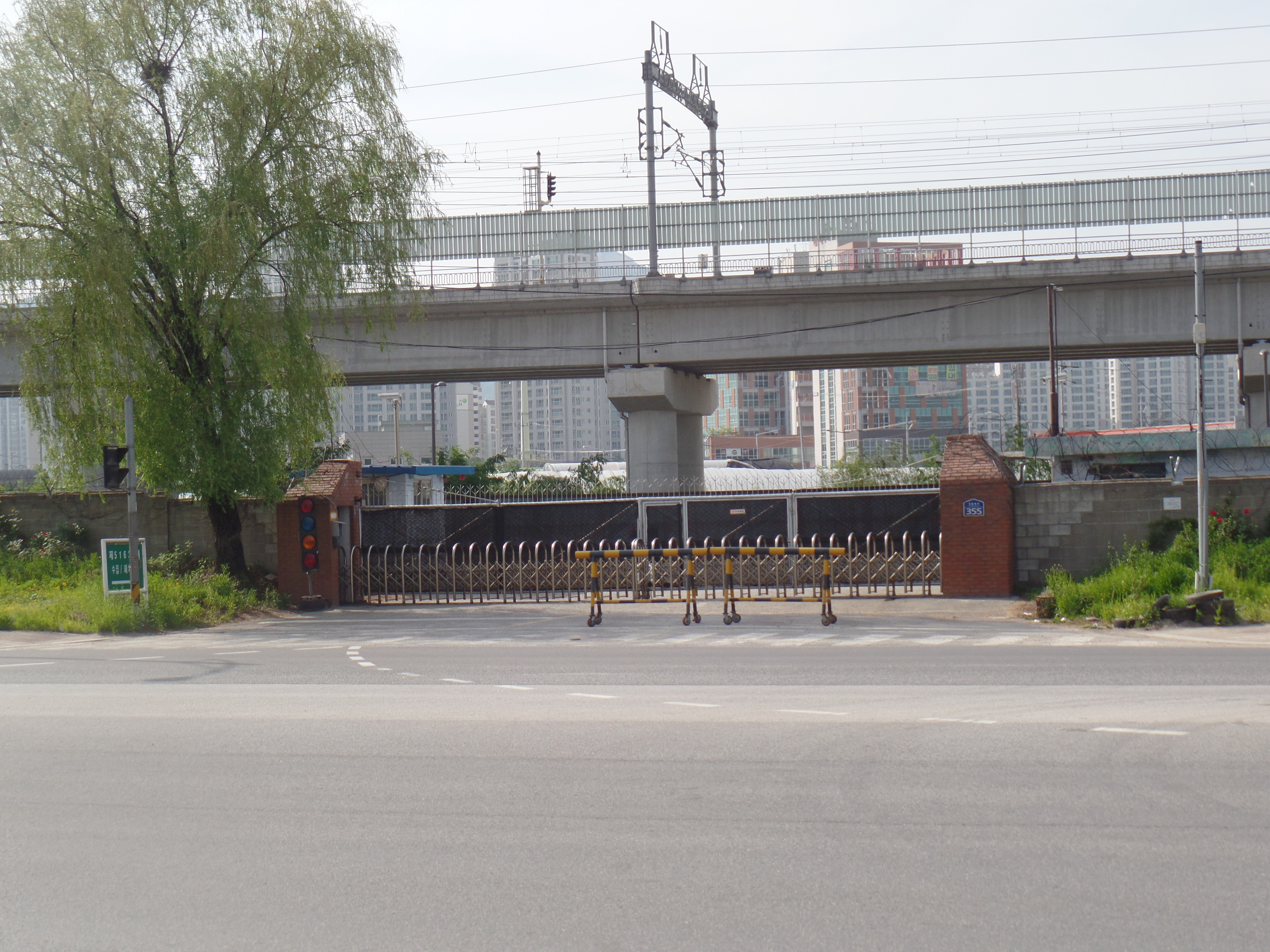
車站旁的軍事基地入口

## 相鄰車站
韓國鐵道公社
●首都圈電鐵京春線
急行
上鳳（K120）－葛梅（P123）－別內（P124）
緩行
新內（P122）－葛梅（P123）－別內（P124）